# Supercoppa italiana (lední hokej)
Supercoppa italiana je národní hokejový pohár v Itálii. Pohár byl založen roku 2001. 

## Vítězové
- 2001 : HC Milano Vipers
- 2002 : HC Milano Vipers
- 2003 : HC Asiago
- 2004 : HC Bolzano
- 2005 : nehrálo se
- 2006 : HC Milano Vipers
- 2007 : HC Bolzano
- 2008 : HC Bolzano
- 2009 : AS Renon
- 2010 : AS Renon

## Tituly týmů
- HC Bolzano (3x): 2004, 2007, 2008
- HC Milano Vipers (3x): 2001, 2002, 2006
- AS Renon (2x): 2009, 2010
- HC Asiago (1x): 2003